# Geoffrey Forrest Hughes
Geoffrey Forrest Hughes (ur. 12 lipca 1895, zm. 13 września 1951) – australijski as myśliwski okresu I wojny światowej, adwokat. Odniósł 11 zwycięstw powietrznych. Odznaczony Military Cross i Air Force Cross.

## Życiorys
Geoffrey Forrest Hughes urodził się w Darling Point w Sydney, jako drugi syn adwokata Sir Thomasa Hughesa. W 1914 roku rozpoczął studia na Uniwersytecie w Sydney.
W marcu 1916 roku Hughes przybył do Wielkiej Brytanii, gdzie od 3 czerwca został przyjęty do Royal Flying Corps. Po przydzieleniu do No. 10 Squadron RAF odbył służbę we Francji. W lutym 1917 roku powrócił do Wielkiej Brytanii. Służył w dywizjonie szkoleniowym. Powrócił na front w składzie No. 62 Squadron RAF. Został przydzielony do pary z obserwatorem kapitanem H. Clayem. Pierwsze zwycięstwo powietrzne odniósł 21 lutego 1918 roku nad niemieckim samolotem obserwacyjnym w okolicach Armentières-Ploegsteert. 10 marca odnieśli podwójne zwycięstwo powietrzne uszkadzając dwa samoloty Albatros D.V. 13 marca odnieśli kolejne podwójne zwycięstwo. Drugim zestrzelonym samolotem był Fokker Dr.I pilotowany przez Lothara von Richthofena.
1 kwietnia 1918 roku został promowany na kapitana. W maju został odznaczony Military Cross. W lecie 1918 roku powrócił do Anglii, gdzie w latach 1918–1919 służył w jednostce treningowej.
Po powrocie do Australii  Hughes powrócił na Uniwersytet w Sydney, gdzie ukończył studia prawnicze i w maju 1923 roku został adwokatem i rozpoczął pracę w rodzinnej firmie Hughes & Hughes.
W latach 1925–1934 był prezesem (Royal) Aero Club of New South Wales. Po przystąpieniu Australii do wojny został przydzielony do Royal Australian Air Force jako pułkownik, a w 1941 roku został dowódcą szkoły lotniczej w Narrandera.
Hughes zmarł na zapalenie płuc 13 września 1951 roku i został pochowany na cmentarzu w Waverley.
Geoffrey Forrest Hughes w styczniu 1923 roku poślubił Margaret Eyre Sealy, z domu Vidal. Mieli czwórkę dzieci, córkę i trzech synów Thomasa Eyre Forresta Hughes, Roberta Studleya Forresta Hughes, Roger Forrest Hughes.